# Venom (Marvel)
 For alternative betydninger, se Venom. (Se også artikler, som begynder med Venom)
Venom, på dansk kendt som Krybet og Giften, er en fiktiv karakter, der er en antihelt/skurk, stærkt forbundet med Spider-Man. Som så mange andre superhelte er en af Venoms styrker et fravær af byrden ved at have et moralkodeks, især hvis den er delvist aktiv i træfningen af beslutninger i løbet af en aktiv kamp.
Til forskel fra størstedelen af superhelte, antihelte, guder og væsener i Marvel Comics, består Venom af en udenjordisk parasitisk livsform i symbiose på godt og ondt med en vært-karakter. En antihelt som lider af flere lignede egenskaber er Spawn, som i modvillig symbiose med en parasiterende sort masse som agerer både på kommando og intuition såvel som som for disciplinering eller afstraffelse.
Med andre ord, er væsenet en symbiot, et følende væsen med en slimet, næsten væskelignende form der har brug for en vært, sædvanligvis et menneske, at binde sig til for at overleve, ligesom virkelighedens parasitter, og giver værten forstærkede kræfter. Dette giver parasitten bevidsthed og dermed behovet for selvbekræftelse, for eksempel ved at adoptere et navn - Venom.
Symbiotens første kendte vært var Spider-Man, som til sidst lykkedes at adskille sig fra væsenet, da han opdagede dens sande natur. Symbioten fortsatte med at binde sig til andre værter, som Eddie Brock, dens anden og mest kendte vært, og tilsammen blev de Venom, samt en af Spider-Mans ærkefjender.
Tegneseriejournalisten og historikeren Mike Conroy skriver dette om Venom: "Det der begyndte som en erstatningsdragt til Spider-man forandredes til en af Marvels netskyderers værste mareridt." Venom blev rangeret som #22 på "Greatest Comic Book Villain of All Time" på IGN's top 100-liste over serieskurke, og nummer 33 på Empires "50 Greatest Comic Book Characters" liste.

## Ophavsmand og idé
Den oprindelige idé om en ny dragt til Spider-Man, som senere skulle blive karakteren Venom, opstod fra en Marvel Comics-læser fra Norridge, Illinois ved navn Randy Schueller. Marvel købte idéen for 220 dollar efter at den daværende chefredaktør, Jim Shooter, sendte et brev til Schueller hvori han beskrev Marvels ønske om at købe idéen af ham. Schueller's design blev senere modificeret af Mike Zeck, og blev symbiotdragten.

## Kræfter og evner
På trods af at den kræver en levende vært for at overleve, har Venom-symbioten vist sig at være dygtig til at klare sig selv, uafhængighed af en vært. Symbioten kan skift form, inklusive muligheden for at forme søm eller udøve dens størrelse, samt skade andre humanoiders udseende efter at det har erhvervet en vært. Organismen kan desuden anvende sin formskiftende evne til at camouflere sig selv gennem at ændre dens farve eller gennem at blive helt usynlig. Den indeholder også en lille "dimensionel åbning", som tillader sine værter at bære genstande uden at tynge dragten ned. Symbioten viser endda telepatiske evner, hovedsageligt når den behøver at kommunikere med sin vært.
På grund af dens kontakt med Spider-Mand, giver symbioten alle sine efterfølgende værter heltens kræfter men kan ikke udløse hans edderkoppers sanser. Eftersom Spider-Mands kampteknik delvis er afhængighed af hans edderkoppers sanser og fabrikeret spindelvævs kaster, hæmmedes hans effektivitet når han kæmper mod Eddie Brock.

## Andre versioner
Venom har, som en fiktiv karakter, medvirket i et antal medier, fra tegneserier til film og tv-serier. Hver version af karakteren opretter normalt set en egen kontinuitet, og introducerer ofte parallelle universer, til det punkt at distinkte forskelle i fremstillingen af karakteren kan identificeres.

## I andre medier

### Fjernsyn
- Venom medvirker i Spider-Man: The Animated Series, med stemmeskuespil af Hank Azaria. Eddie Brock forvandles til Venom i slutningen af "The Alien Costume: Part Two", efter at Spider-Man har afvist symbioten. Han besejres i slutningen af "The Alien Costume: Part Three". Venoms sidste medvirken var i sæson 3, hvor han slår sig sammen med Spider-Man og Iron Man for at bekæmpe Carnage, Dormammu og Baron Mordo.

- Venom medvirker som en antagonist i Spider-Man Unlimited, med stemmeskuespil af Brian Drummond.
- Venom medvirker som en af skurkene i et afsnit af Phineas og Ferb.

### Film
- Venom medvirker som protagonisten i 2018-filmen Venom, spillet af Tom Hardy.
- Eddie Brock/Venom medvirker som hovedantagonisten i 2007-filmen Spider-Man 3, spillet af Topher Grace. I filmen binder symbioten sig, efter at blevet afvist af Peter Parker, til Eddie Brock efter at Brock, en konkurrerende freelancefotograf, afsløres at have anvendt forfalskede fotografier, hvilket koster ham hans job. Venom bygger en alliance med Sandman for at dræbe Spider-Man, men hans plan mislykkedes, og han bliver dræbt af en af New Goblins kastebomber.

### Musik
- Venom optræder i Eminem's sang af samme navn